# Approvisionnement narcissique
L'approvisionnement narcissique est un concept introduit par le psychanalyste Otto Fenichel en 1938, pour décrire un type d'admiration, un support interpersonnel ou une subsistance essentielle à l'estime de soi.
Le terme est habituellement employé dans un sens négatif, décrivant un besoin pathologique ou excessif d'attention ou d'admiration venant de la part de personnes codépendantes, ou comme un besoin fixé au stade oral qui ne prend pas en compte les sentiments, les opinions ou les préférences des autres personnes.

## Histoire
Se fondant sur le concept freudien de "satisfaction narcissique" et sur le travail de son collègue psychanalyste Karl Abraham, Fenichel a mis en lumière le besoin narcissique dans le développement précoce pour permettre aux jeunes enfants de maintenir un équilibre mental. Il a identifié deux principales stratégies pour obtenir de tels approvisionnements narcissiques, contrastant avec les styles d'approches qui pourraient se développer plus tard dans le sadisme et le masochisme.
Un manque d'approvisionnements dans l'enfance constituait, pour Fenichel, la voie principale pour une disposition dépressive, ainsi qu'une tendance à chercher des approvisionnements narcissiques compensatoires par la suite. Les névroses, les dépendances, ainsi que l'amour et la dépendance au jeu ont tous été vus comme produits de la lutte pour l'approvisionnement. Le psychanalyste Ernst Simmel (1920) avait auparavant considéré la dépendance au jeu d'argent comme une tentative de retrouver l'amour et l'attention primitive dans un contexte adulte.

## Troubles de la personnalité
Le psychanalyste Otto Kernberg a considéré le criminel narcissique malfaisant comme méprisant les autres, à moins qu'ils puissent être idéalisés comme sources d'approvisionnement narcissique. Le Self psychologiste Heinz Kohut a vu le trouble de la personnalité narcissique comme un individu désintégrant mentalement d'autres personnes quand il semble coupé d'une source régulière d'approvisionnement narcissique,.

## En relation
Le besoin d'approvisionnement narcissique est considéré comme l'une des forces motrices du donjuanisme, ainsi que comme étant sous-jacent aux relations masochistes.
En thérapie, le patient peut se défendre contre l'expérience de transfert amoureux en tournant le thérapeute en une simple source d'approvisionnement narcissique impersonnelle.

### Limites personnelles
Ceux qui fournissent l'approvisionnement narcissique au narcissique seront traités comme s'ils faisaient partie du narcissique, et devront être à la hauteur de ses attentes. Dans l'esprit d'un narcissique, il n'y a pas de frontière entre soi et l'autre.

### Dans les relations professionnelles
Le manager narcissique aura deux principales sources d'approvisionnement narcissique : inanimés (symboles de statut comme des voitures, des gadgets ou des vues de bureau) ; et animées (flatterie et attention des collègues et subordonnés). Les collègues peuvent trouver du soutien en permettant des sources d'approvisionnement, à moins qu'ils ne soient très prudents à maintenir des limites appropriées. Le manager narcissique a besoin, pour protéger ces réseaux d'approvisionnements, d'éviter de prendre des décisions objectives. Un tel manager mettra éventuellement en place des stratégies à long terme, en fonction de leur potentiel, pour attirer l'attention sur lui.